# Fabian Picardo
Fabian Picardo (ur. 18 lutego 1972) – gibraltarski polityk i adwokat, w kwietniu 2011 roku wybrany na przewodniczącego Gibraltarskiej Socjalistycznej Partii Pracy. Od grudnia 2011 roku szef ministrów Gibraltaru. Absolwent Oriel College w Oksfordzie.